# Live in Detroit (The Doors)
Live in Detroit è un album doppio dal vivo pubblicato dai Doors tramite l'etichetta della Bright Midnight Archives. Registrato l'8 maggio 1970 alla Cobo Hall arena di Detroit, è considerato uno dei migliori e più lunghi concerti eseguiti dai Doors.

## Tracce
Le canzoni sono scritte da Jim Morrison, Robby Krieger, Ray Manzarek, e John Densmore tranne dove è indicato.
Disco 1:
1. Tuning - 1:34
2. Roadhouse Vamp - 1:31
3. Hello to the Cities - 1:16
4. Dead Cats, Dead Rats - 1:54
5. Break on Through (To the Other Side) - 4:45
6. Alabama Song (Whisky Bar) (Weill, Brecht) - 1:55
7. Back Door Man (Dixon) - 2:24
8. Five to One - 6:44
9. Roadhouse Blues - 6:44
10. You Make Me Real - 2:57
11. Ship of Fools - 7:23
12. When the Music's Over - 17:40
13. People Get Ready (Mayfield) - 0:36
14. Mystery Train (Parker, Phillips) - 7:03
15. Away in India - 2:07
16. Crossroads (Johnson) - 4:01

Disco 2:
1. Tuning - 1:59
2. Carol (Berry) - 1:50
3. Light My Fire - 19:39
4. Been Down So Long - 9:07
5. Love Hides - 1:45
6. Mean Mustard Blues - 3:47
7. Carol (Reprise) (Berry) - 0:44
8. Close to You (Dixon) - 1:38
9. I'm a King Bee (Moore) - 2:37
10. Rock Me Baby / Heartbreak Hotel (Crudup)/(Axton, Durden, Presley) - 5:40
11. The End - 17:35

## Formazione
- Jim Morrison – voce
- Ray Manzarek – organo, pianoforte, tastiera, basso
- John Densmore – batteria
- Robby Krieger – chitarra
- John Sebastian – harmonica, chitarra (nel disco 2, tracce 4 a 10)